# Thomas Snégaroff
 (juin 2021).
Thomas Snégaroff est un journaliste et historien français né en 1974. Spécialiste des États-Unis contemporains, il est consultant à la télévision et la radio principalement sur les sujets concernant l'Amérique du nord.
Il présente C politique chaque dimanche soir de 20h à 21h05 sur la chaîne nationale publique France 5 et Le grand face à face chaque samedi de 12h05 à 13h, sur la station de radio nationale publique France Inter. Il intervient également comme coanimateur dans l'émission En Société le dimanche de 18h30 à 19h50, présentée par Émilie Tran-Nguyen, avec laquelle il partage son plateau et le créneau d'avant soirée du dimanche soir.
Au cours de sa carrière, il présente Histoires d'Info sur France Info Tv, participe à des émissions comme L'Info en 3D, C dans l'air ou encore Élysée 2022 sur France 2.

## Carrière
Agrégé d'histoire, arrière-petit-fils du fondateur de l'imprimerie Union, et titulaire d'un DEA d'histoire contemporaine, il est professeur au lycée Marcellin-Berthelot de Pantin (Seine-Saint-Denis) de 2001 à 2007 puis devient professeur d'histoire, de géographie et de géopolitique du monde contemporain en classes préparatoires au lycée St-Jean à Douai de 2002 à 2012, puis à la prépa privée Intégrale, à Paris.
Depuis 2010, Thomas Snégaroff donne des cours électifs à Sciences Po Paris en français et en anglais. Il intervient également au sein de l'IRIS. Dans les médias, Thomas Snégaroff décrypte l'actualité américaine (avec un blog sur Rue89, "L'Amérique dans la peau" en 2011 et 2012) et utilise l'histoire pour éclairer des faits d'actualité chaude sur France Info. Par ailleurs, il a co-présenté avec Fabienne Sintes la Nuit Américaine 2016 sur l'antenne radio du service public de minuit à 9 h, annonçant ainsi l'élection de Donald Trump[réf. nécessaire].
Le 4 décembre 2020, il participe à l'animation de l'interview du président de la république Emmanuel Macron sur le média en ligne Brut.

### À la radio
Il anime l'émission dominicale Questions politiques sur France Inter de septembre 2021 jusqu'au 2 juillet 2023.
À partir de septembre 2023, il succède à Ali Baddou en prenant en charge l'animation du Grand face à face, programme diffusé le samedi à 12h sur France Inter.

### À la télévision
De septembre 2021 à juin 2022, tous les jeudis, il présente l'émission C ce soir sur France 5 et est également le joker de Karim Rissouli lors de ses congés.
Depuis le 11 septembre 2022, il anime le dimanche en fin d'après-midi C politique sur France 5.

## Travaux sur les États-Unis
Spécialiste de l'histoire des États-Unis, Thomas Snégaroff est fréquemment invité à la télévision et à la radio (BFM TV, France Info, Public Sénat...) pour commenter l'actualité politique américaine.
En 2008, il codirige avec François Durpaire L'unité réinventée. Les présidents américains face à la nation (Ellipses). Il coécrit également avec ce dernier Les États-Unis pour les Nuls (2012).
Il publie également en 2009 dans la collection À dire vrai (Larousse) un ouvrage intitulé Faut-il souhaiter le déclin de l'Amérique ?.
Son livre, L'Amérique dans la peau. Quand les présidents font corps avec la nation, paru en 2012 chez Armand Colin, s'intéresse plus particulièrement au rôle du corps dans les présidences américaines depuis Theodore Roosevelt. Le livre a été adapté pour la télévision sous la forme d'un documentaire diffusé en octobre 2012 sur la chaîne franco-allemande Arte.

## Publications
- (dir.), L’Europe. Histoire et défis, coll. « 50 cartes et fiches », Paris, Éditions Ellipses, 2008.
- (avec François Durpaire, préface d'André Kaspi), L’Unité réinventée. Les Présidents américains face à la nation, Paris, Éditions Ellipses .
- Faut-il souhaiter le déclin de l’Amérique ?, Paris, Éditions Larousse, coll. « À dire vrai », 2010.
- (dir.), Atlas mondial. 100 cartes pour comprendre les enjeux du monde d’aujourd’hui, Paris, Éditions Ellipses , 2010.
- L’Amérique dans la peau. Les corps du président américain, Paris, Armand Colin, 2012.
- (dir.), Atlas de la France. 50 cartes pour comprendre, Paris, Éditions Ellipses , 2012.
- (avec François Durpaire), Les États-Unis pour les Nuls, Paris, First Éditions, 2012.
- Kennedy, une vie en clair-obscur, Paris, Armand Colin, 2013, 240 p.
- Bill et Hillary Clinton. Le mariage de l'amour et du pouvoir, Paris, Éditions Tallandier, 2014. Rééd. : Hillary et Bill Clinton : l'obsession du pouvoir, 2016
- Le fin mot de l'histoire, Paris, Éditions Tallandier, 2015.
- Je suis ton père. La saga Star Wars, l'Amérique et ses démons, Naïve, 2015 ; rééd. : Star Wars. Le côté obscur de l'Amérique, format poche, Paris, Armand Colin, 2018.
- avec Alexandre Andorra, Géopolitique des États-Unis, Paris, PUF, coll. « Major », 2016.
- Direction d'une collection : « La France de demain », Paris, Éditions Ellipses.
- Little Rock, 1957. L’histoire des neuf lycéens noirs qui ont bouleversé l’Amérique, Paris, Éditions Tallandier, 2018, 336 p.
- Putzi : le pianiste d'Hitler, Paris, Éditions Gallimard, 2020, 352 p.  (ISBN 978-2-07-290414-1)

- Les Vies rêvées de la Baronne d'Oettingen, Paris, Albin Michel, 2024
- avec Vincent Lemire, Israël / Palestine : anatomie d'un conflit, Les Arènes, 2024.
- Dans l'intimité des présidents américains, Éd. Tallandier, 2024  (ISBN 9791021057692)

## Filmographie

### Cinéma
- 2023 : La Voie royale de Frédéric Mermoud : proviseur du Lycée Descartes